# Smilga
Smilga – rzeka na Litwie, w rejon kiejdańskim, o długości 32 km. Średni przepływ rzeki wynosi 1,08 m³/s. Średnie nachylenie wynosi 165 cm/km. Powierzchnia zlewni wynosi 208,8 km²
Jej źródła znajdują się w pobliżu wsi Patranys, 5 km na południe od Kroków. Jest prawobrzeżnym dopływem Niewiaży.
Litewska nazwa smilga pochodzi od mietlicy, która porasta jej brzegi.